# Eois saria
Eois saria är en fjärilsart som beskrevs av Dyar 1913. Eois saria ingår i släktet Eois och familjen mätare. Inga underarter finns listade i Catalogue of Life.